# اسکی کاباساکال (کوزان)
اسکی کاباساکال (به ترکی استانبولی: Eskikabasakal) یک منطقهٔ مسکونی در ترکیه است که در قوزان (ترکیه) واقع شده‌است.